# 艾瑪·達爾文

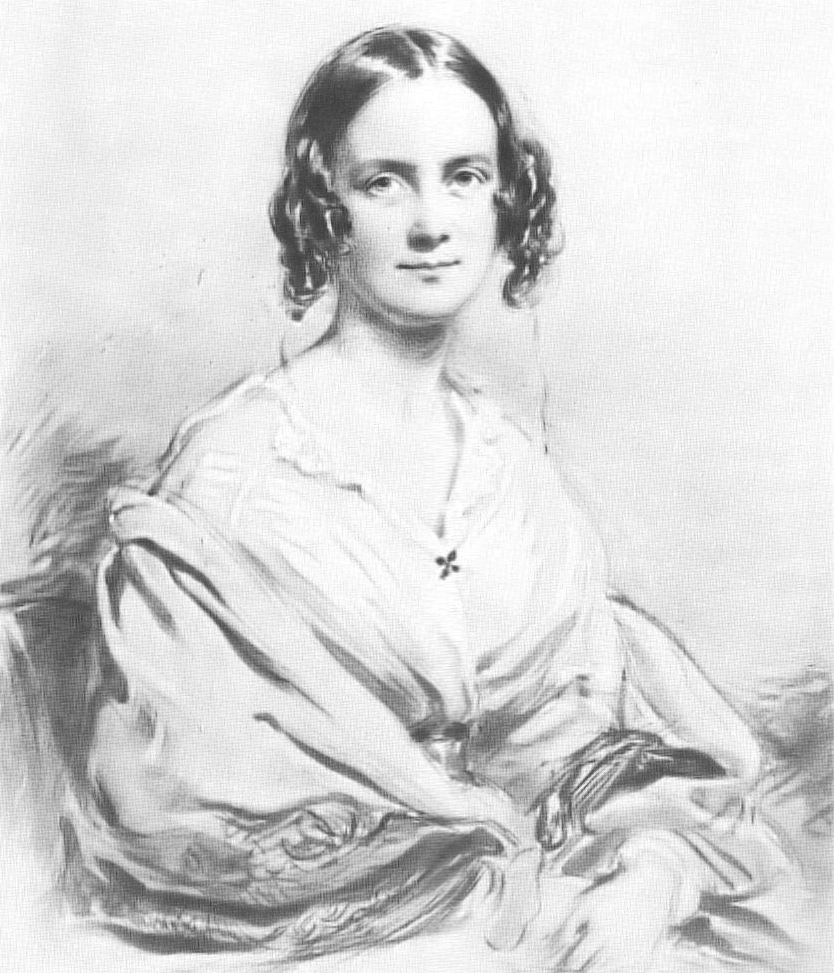
艾瑪·達爾文。

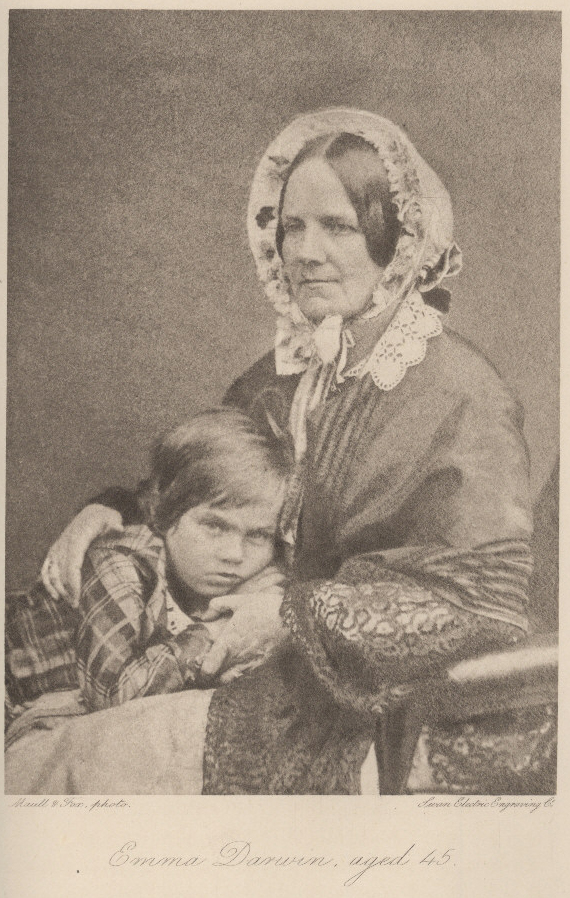
艾瑪與兒子里歐納德·達爾文。

艾瑪·達爾文（Emma Darwin，原姓Wedgwood，1808年5月2日—1896年10月7日）是查爾斯·達爾文的表姊與妻子，兩人育有10名子女。年輕時曾到巴黎學習鋼琴，後來經常為丈夫彈奏。
她在1838年11月11日接受了與查爾斯·達爾文的婚約，並於隔年的1月29日結婚。她耐心照料患有長期疾病的丈夫，而他們的子女中也有一些身體不甚健康，例如死於10歲的安妮·達爾文（Anne Darwin）。
艾瑪是一位虔誠的基督徒，也因此她與提出理論並專注於演化思想的丈夫有些觀念上的衝突。在女兒安娜早夭之後，查爾斯逐漸摒棄了一些關於神的觀點，但仍然相當尊重妻子的信仰。

## 子女
- 威廉·伊拉斯謨·達爾文（William Erasmus Darwin）：1839年-1914年
- 安妮·達爾文（Anne Elizabeth Darwin）：1841年-1851年
- 瑪麗·達爾文（Mary Eleanor Darwin）：1842年
- 伊蒂·達爾文（Etty Darwin）：1843年-1927年
- 喬治·達爾文（George Darwin）：1845年-1912年
- 伊麗莎白·達爾文（Elizabeth Darwin）：1847年-1926年
- 弗朗西斯·达尔文（Francis Darwin）：1848年-1925年
- 李奧納德·達爾文（Leonard Darwin）：1850年-1943年
- 霍瑞斯·達爾文（Horace Darwin）：1851年-1928年
- 查爾斯·華林·達爾文（Charles Waring Darwin）：1856年-1858年

## 外部連結
- Emma Darwin's diaries 1824-1896 （页面存档备份，存于）